# Candia Canavese
Candia Canavese és un comune (municipi) de la ciutat metropolitana de Torí, a la regió italiana del Piemont, situat a uns 35 quilòmetres al nord-est de Torí. A 1 de gener de 2019 la seva població era de 1.232 habitants.
Candia Canavese limita amb els següents municipis: Strambino, Mercenasco, Vische, Barone Canavese, Mazzè i Caluso.